# Oxyporus rufipusillus
Oxyporus rufipusillus är en svampart som först beskrevs av Corner, och fick sitt nu gällande namn av T. Hatt. 2003. Oxyporus rufipusillus ingår i släktet Oxyporus, klassen Agaricomycetes, divisionen basidiesvampar och riket svampar.   Inga underarter finns listade i Catalogue of Life.